# Малковяк, Максимилиан
Максимилиан Малковяк (пол. Maksymilian Małkowiak; 26 сентября 1922, Гнезно — 6 сентября 2009, Гнезно, Великопольское воеводство) — польский хоккеист на траве, нападающий; тренер. Участник летних Олимпийских игр 1952 года.

## Биография
Максимилиан Малковяк родился 26 сентября 1922 года в польском городе Гнезно.
В 1960 году окончил среднее профессиональное железнодорожное училище в Познани.
Начал играть в хоккей на траве в 1935 году в молодёжной команде «Стеллы» из Гнезно. После Второй мировой войны с 1945 года выступал за «Гнезно», «Колеярз» и «Стеллу» из Гнезно. На клубном уровне провёл более 20 международных матчей.
19 июня 1948 года в Праге дебютировал в сборной Польши в матче против Чехословакии (1:2), который стал первым в её истории, забил первый гол.
В 1952 году вошёл в состав сборной Польши по хоккею на траве на летних Олимпийских играх в Хельсинки, занявшей 6-е место. Играл на позиции нападающего, провёл 3 матча, мячей не забивал.
В 1948—1956 годах провёл за сборную Польши 13 матчей, забил 2 мяча.
Заслуженный мастер спорта Польши.
После окончания игровой карьеры в 1956 году тренировал «Гнезно», «Стеллу» и «Старт» из Гнезно. Воспитал ряд выдающихся польских хоккеистов, в том числе выступавших за сборную страны.
Был активистом клуба олимпийцев.
Умер 6 сентября 2009 года в Гнезно. Похоронен на кладбище святых Петра и Павла в Гнезно.
Награждён Рыцарским крестом ордена Возрождения Польши, серебряным и золотым «Крестами Заслуги», высшей наградой Польской ассоциации хоккея на траве — медалью Собеслава Пачковского.

## Семья
Отец — Максимилиан Малковяк, мать — Катарзина Малковяк (до замужества Росиньская).
Старший брат — Ян Малковяк (1919—1991), польский хоккеист на траве. Участник летних Олимпийских игр 1952 года.
Трое племянников Эугениуш (род. 1952), Веслав (род. 1953) и Гжегож (род. 1956) также играли в хоккей на траве. Гжегож Малковяк выступал за юношескую сборную Польши.

## Память
В Гнезно имя Яна Малковяка выгравировано на стеле, посвящённой местным хоккеистам — участникам Олимпийских игр.
С 2010 года в Гнезно ежегодно проводится турнир по хоккею на траве памяти Максимилиана Малковяка.